# Rok Godec
Rok Godec, slovenski trobentač, * 21. julij 1980.
Godec igra trobento v Big bendu Grosuplje že od njegove ustanovitve in je v njem vodja sekcije trobent. Za svoje dosežke na glasbenem področju je leta 1999 prejel Srebrno Jurčičevo nagrado.